# Debola Wudnesh
Debola Wudnesh (* 1984) ist eine äthiopische Marathonläuferin.
2007 wurde sie Elfte beim Istanbul-Marathon und 2008 Dritte beim Beirut-Marathon. Als Dritte des Porto-Marathons 2009 verbesserte sie ihren persönlichen Rekord um mehr als acht Minuten auf 2:30:56 h. 
2010 gewann sie den Barcelona-Marathon und wurde Fünfte beim São-Paulo-Marathon, 2011 siegte sie beim Marrakesch-Marathon.
| Personendaten    | Personendaten                |
| ---------------- | ---------------------------- |
| NAME             | Wudnesh, Debola              |
| KURZBESCHREIBUNG | äthiopische Marathonläuferin |
| GEBURTSDATUM     | 1984                         |